# Масаловка (Орловская область)
Масаловка — деревня в Свердловском районе Орловской области. Входит в состав Новопетровского сельского поселения.

## Физико-географическая характеристика
Уличная сеть
В деревне находится 2 улицы:
- Орловская улица
- Малиновая улица

Часовой пояс
Деревня Масаловка, как и вся Орловская область, находится в часовой зоне МСК (московское время). Смещение применяемого времени относительно UTC составляет +3:00.

## Население
| 2010 |
| ---- |
| 18   |